# Ngôi sao trên băng
Ngôi sao trên băng (tiếng Nga: Звёзды на льду) là một chương trình truyền hình thể thao hàng tuần phát sóng trên Kênh truyền hình 1. Đối tượng tham gia chương trình là các ngôi sao thể thao, ca nhạc, sân khấu, điện ảnh và truyền hình. Trong số các ngôi sao thể thao của chương trình có 6 nhà vô địch Olympic trượt băng nghệ thuật (Tatyana Navka, Roman Kostomarov, Anton Sikharulidze, Maksim Marinin, Yelena Berezhnaya, Aleksey Yagudin), nhà vô địch Olympic bơi lội Maria Kiseleva, vận động viên thể dục nhịp điệu Yulia Barsukova.